# Celoma

Corte de un gusano oligoqueto, un Annelida protostomio.

El celoma es la cavidad general secundaria del cuerpo de los animales celomados o pseudocelomados. Se dice que es general porque no comunica con el medio exterior, lo cual no es estrictamente cierto, ante todo en el caso de la enterocelia, y se dice que es secundaria porque, como tal  cavidad general, es la segunda en aparecer, tras el blastocele, a lo largo del desarrollo embrionario.
El celoma es de origen mesodérmico, por lo tanto es exclusivo de animales triblásticos; está limitado por epitelio mesodérmico denominado peritoneo y lleno de líquido celomático, que realiza distintas funciones. Los órganos internos quedan fuera del celoma y envueltos por el peritoneo.
En los adultos, el celoma persiste de forma muy variable. El celoma se puede conservar en las cavidades de los segmentos corporales, actuando entonces de esqueleto hidrostático, en la luz de las gónadas y de gonoductos (y entonces recibe el nombre de gonocele), en la luz de los órganos excretores, como los nefridios (nefrocele), en las cavidades pericárdicas, así como en la luz de determinados sistemas circulatorios.

## Formación
En los embriones de los animales protóstomos (anélidos, moluscos, artrópodos), el mesodermo y el celoma se originan por esquizocelia; células situadas en el punto de unión del endodermo y el ectodermo proliferan y emigran hacia el blastocele y forman el mesodermo, a partir del cual se forma el celoma. Estos animales reciben el nombre de esquizocelomados.

## Clasificación de los animales según la presencia/ausencia de celoma
No todos los animales triblásticos
(es decir, con mesodermo) desarrollan un celoma:
- Acelomados. Un animal triblástico en el cual no se forma el celoma, recibe el nombre de animal acelomado; posee, naturalmente, mesodermo, pero este es macizo. Los gusanos platelmintos son acelomados.

- Pseudocelomados. Existen animales triblásticos con una cavidad corporal similar al celoma en cuanto a función, pero muy diferente embriológicamente ya que no es de origen mesodérmico; dicha cavidad se llama pseudoceloma o blastoceloma y los animales que la poseen se denominan pseudocelomados o blastocelomados; esta cavidad suele ser un blastocele embrionario persistente y, a diferencia del auténtico celoma, no está limitado por el peritoneo (epitelio mesodérmico) y los órganos internos están libres dentro del pseudoceloma. Son típicamente pseudocelomados los gusanos nematodos y los rotíferos.

- Celomados. Finalmente, los animales con verdadero celoma se denominan celomados o eucelomados ("celomados auténticos"). Son básicamente todos los animales, excepto ciertos grupos muy simples (poríferos, cnidarios, platelmintos, nematodos, rotíferos... ).

## Significado funcional del celoma
La existencia del celoma posibilitó la evolución y diversificación de los grandes grupos animales: anélidos, artrópodos, vertebrados y moluscos, gracias a que la compartimentación corporal ayudó a que los diferentes sistemas y órganos del cuerpo tuvieran una mejor división de tareas, con su consiguiente especialización.
La adquisición de una cavidad celómica se considera de vital importancia para la posterior evolución de la organización corporal de los metazoos. Esto es debido a que el celoma permite explotar al máximo las posibilidades funcionales de una cavidad corporal llena de líquido, algunas de las cuales aparecían ya en la organización pseudocelomada. Entre tales funciones cabe resaltar las siguientes:
- El líquido celómico actúa como un sistema de transporte entre la pared del cuerpo y la del tubo digestivo, facilitando la distribución de los nutrientes, metabolitos y gases respiratorios y pudiendo almacenar temporalmente los productos de desecho para ser excretados posteriormente.

- Este sistema de transporte tiene ventajas evidentes sobre el transporte por difusión propia de los acelomados. Como consecuencia de la mayor eficacia fisiológica del cuerpo puede aumentar de tamaño, con las implicaciones evolutivas que esto supone: mejor homeostasis e independencia del ambiente, diversificación de las fuentes disponibles de alimento, etc.

- La cavidad llena de líquido confiere independencia a los órganos, favoreciendo procesos fisiológicos tan básicos como el latido independiente del corazón o la producción, en organismos vermiformes, de ondas peristálticas inversas en la pared del cuerpo y del tubo digestivo, que cuenta en los celomados con una musculatura propia.

- Al haber un espacio común que recoge y hace circular los productos del metabolismo, las estructuras repetidas, que en los acelomados eran abastecidas por difusión, pueden ahora concentrarse en uno o dos órganos más eficaces y complejos.

- El líquido celomático puede actuar a manera de un esqueleto hidrostático interno, asemejándose a un globo lleno de agua.